# Оштрц
Оштрц (словен. Oštrc) — поселення в общині Костанєвиця-на-Кркі, Споднєпосавський регіон, Словенія. Висота над рівнем моря: 296,6 м.